# عابدية بنت علي
الأميرة عابدية بنت الملك علي بن الشّريف الحسين بن علي أو تلفظ أحيانا عبدية (1907- 1958) أميرة هاشمية هي أكبر أبناء الملك علي بن الحسين آخر ملوك الحجاز من العائلة الهاشمية، شقيقة الأمير عبد الإله ولي العهد والوصي على عرش العراق وشقيقة الملكة عالية وخالة الملك فيصل الثاني والتي تولت رعايته بعد وفاة والدته، قُتلت مع العائلة المالكة العراقية في صباح يوم 14 يوليو 1958 فيما يعرف بأحداث انقلاب تموز 1958 في العراق.

## ولادتها ونسبها
ولدت في مكة في عام 1907 سماها والدها عابدية تيمنا باسم والدته عابدية بن عبد الله. عاشت مع عائلتها في الحجاز حتى انتقال عائلتها للعيش في بغداد. وظلت غير متزوجة.

### نسبها
هي عابدية بنت علي بن حسين بن علي بن محمد بن عبد المعين بن عون بن محسن بن عبد الله بن الحسين بن عبد الله بن الحسن بن محمد بن أبو نمي الثاني بن بركات بن محمد بن بركات بن الحسن بن عجلان بن رميثة بن محمد بن أبو نمي الأول بن الحسن بن علي الأكبر بن قتادة بن ادريس بن مطاعن بن عبد الكريم بن عيسى بن الحسين بن سليمان بن علي بن عبد الله بن محمد الثائر بن موسى الثاني بن عبد الله الرضى بن موسى الجون بن عبد الله المحض بن الحسن المثنى بن الحسن بن علي بن أبي طالب الحسني الهاشمي القرشي.
والدتها هي الملكة نفيسة

### أشقائها
1. الملكة عالية زوجة الملك غازي بن فيصل الأول وأم الملك فيصل الثاني (توفيت بداء السرطان سنة 1950م)
2. الأمير عبد الإله  ولد في عام 1913 تزوج من الأميرة مَلك فيضي وثم الأميرة فائزة طرابلسي وهي مصرية، قبل أن يطلقها لاحقا ويتزوج هيام ابنة أمير ربيعة (قُتل في حادثة قصر الرحاب في 14 يوليو 1958م).
3. الأميرة بديعة والدة علي بن الحسين بن علي بن عبد الله، توفيت في 9 مايو 2020 .
4. الأميرة جليلة زوجة الشريف حازم توفيق توفيت 1955م.

## رعايتها الملك فيصل الثاني
بعد أن فقد الملك فيصل الثاني والده وهو ما يزال طفلا في حادث السيارة المعروف، شبَّ الملك الطفل في رعاية والدته الملكة عالية ابنة الملك علي وما لبثت والدته أن أصيبت بمرض السرطان وظلت تعاني منه وكانت تعاونها في رعايته شقيقتها الكبرى عابدية حتى توفيت فانتقل للعيش مع جدته الملكة نفيسة وخالاته وفي الساعة الأخيرة لوالدته " التقطت الملكة عالية أنفاسها وطلبت رؤية أختها عابدية فدخلت الأميرة عابدية ووقفت قريبة من الفراش فطلبت منها الملكة عالية أن تقترب من الفراش وقالت تخاطبها:
«إنك أختي كثيرة الأفضال علي في تربية فيصل وأنا أطلب منك أن تبقي أمه بعد وفاتي كما كنت أمه دوما..» وقد وفت بطلبها.
ذكرت الأميرة بديعة (في مذكرات وريثة العروش) أن الملكة عالية توفيت في أواخر عام 1950 م لتصبح الأميرة عابدية أخت بديعة بمثابة الأم للملك فيصل الثاني.
قالت بديعة:
ـ بعد أن كان يسكن قصر الزهور مع أمه نقلناه بعد وفاتها ليسكن معنا في قصر الرحاب... وفي قصر الرحاب نقلت أختي الأميرة عبدية فراشها من غرفتها القديمة لتضعه في غرفة مجاورة لغرفة الملك لكي تسهر على راحته وتربيته وتهبُّ لنجدته حينما تداهمه نوبات الربو المرض الذي أُصيب به منذ الصغر.
وتضيف بديعة إلى حديثها:
من المؤكد لدي بأن الملك فيصل الثاني كان بسبب احترامه لخالته الأميرة عبدية يستشيرها في بعض المسائل والموضوعات حين يكونان وحدهما وفي المقابل كانت هي تشير عليه وتنصحه كأن يفعل أمراً ما أو يتركه إلا أن شيئا من هذا القبيل لم يحصل أمامنا وفي حضورنا.
وقد بقيت مرافقة للملك فيصل الثاني حتى آخر لحظات حياتهما في صبيحة 14 من تموز يوليو 1958 .

## مقتلها
قتلت في صبيحة يوم انقلاب 14 تموز 1958 ، بنيران مهاجمي قصر الرحاب ومعها والدتها الملكة نفيسة وشقيقها الأمير عبد الإله والملك فيصل الثاني.